# Karl Gotthelf von Hund
Karl Gotthelf, barone von Hund und Altengrotkau (Unwürde, 11 settembre 1722 – Meiningen, 8 novembre 1776), è stato un nobile tedesco.
Iniziato in Massoneria il 18 Ottobre 1741 all'età di 19 anni, a Francoforte sul Meno, diventato Maestro massone il 21 luglio 1742 nella loggia di Gand Trois Roses, un mese più tardi  ricevette a Bruxelles il suo primo grado scozzese nella loggia L'arbre rompu e il secondo grado scozzese un mese più tardi. Arrivato a Parigi il 12 dicembre 1742 partecipò ai lavori della loggia dei Trois Compas, della quale diventò Maestro venerabile il 3 gennaio 1743 e il 24 gennaio ne mutò il nome in Etrangère (Loggia straniera). Più tardi, a Strasburgo,  partecipò alla fondazione della loggia L'Epée d'or. Nel 1751 fondò a Unwürde la loggia Les trois colonnes e una ventina d'anni dopo la sua iniziazione fondò il rito della Rito di Stretta Osservanza.